# Ceromitia arata
Ceromitia arata là một loài bướm đêm thuộc họ Adelidae. Loài này có ở Nam Phi.